# Stefan Kudelski
Stefan Kudelski (né le 27 février 1929 à Varsovie et mort le 26 janvier 2013 en Suisse) est un ingénieur polonais, inventeur des enregistreurs de haute qualité Nagra, utilisés pour les prises de son dans le cinéma et la radio, fondateur de l'entreprise Kudelski.

## Biographie
En 1939, sa famille, juive, fuit la Pologne et émigre en Hongrie, puis en France, avant de se fixer en Suisse où il commence, dès 1948 des études à Genève, puis à l'École polytechnique fédérale de Lausanne (EPFL). C'est pendant ses études qu'il développe son premier enregistreur.
En 1951, Il achève la construction du premier Nagra prévu pour le marché de la machine-outil : il présente son appareil à Radio Genève qui lui en achète deux. En 1957 sort le premier Nagra III, qui est transitorisé. Adopté par l'ORTF
En 1977, Kudelski SA met au point le Nagrafax, un récepteur fac-similé de cartes météorologiques destiné à tous ceux - pilotes, navigateurs, plaisanciers - qui ont besoin de façon permanente d'informations météorologiques précises. Cet appareil est présenté en première mondiale au 32e Salon international du Bourget.
En 1991, il se retire des affaires et confie la direction de son entreprise à son fils André Kudelski,

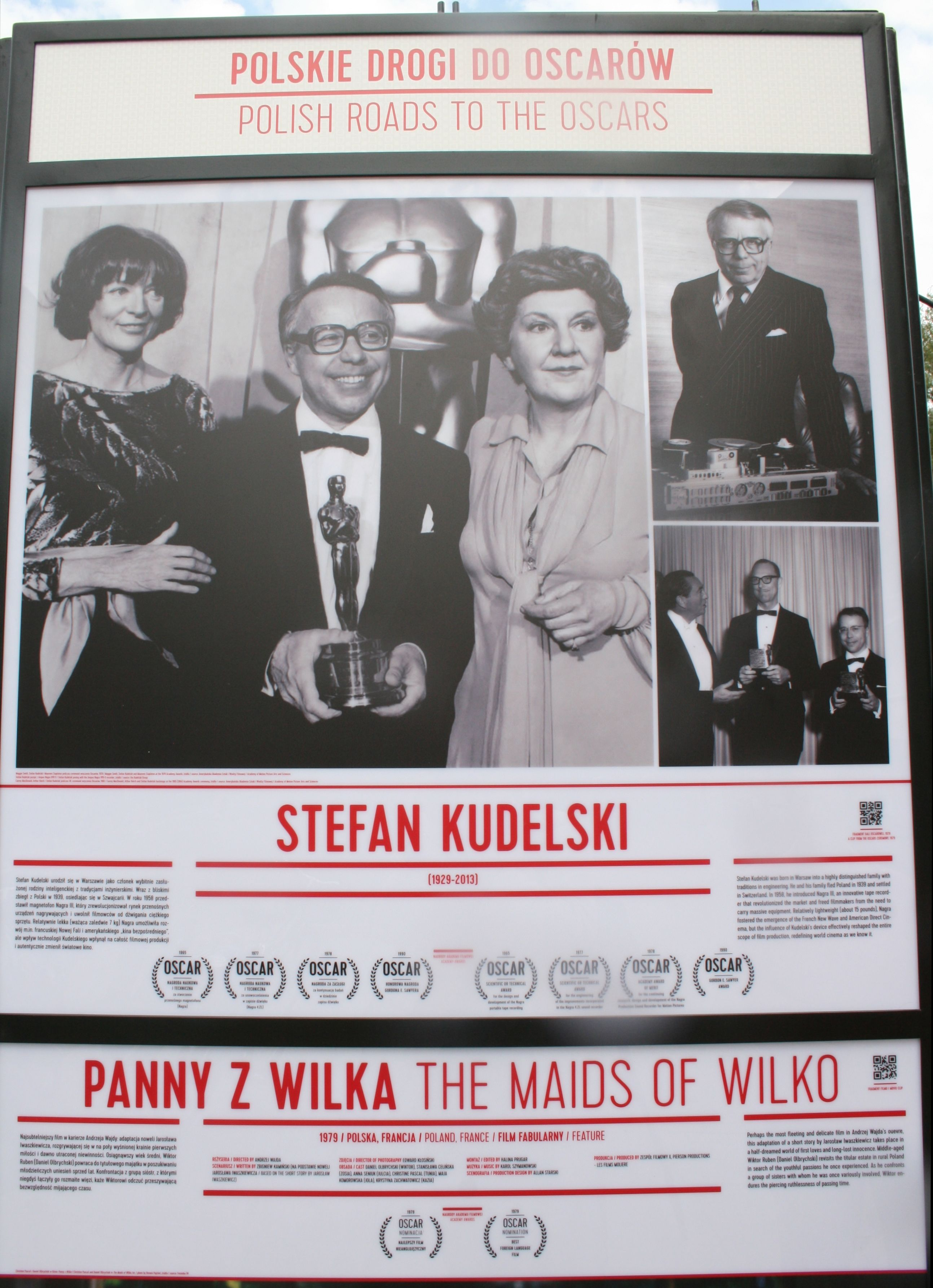
Kudelski recevant l'un de ses nombreux Oscars

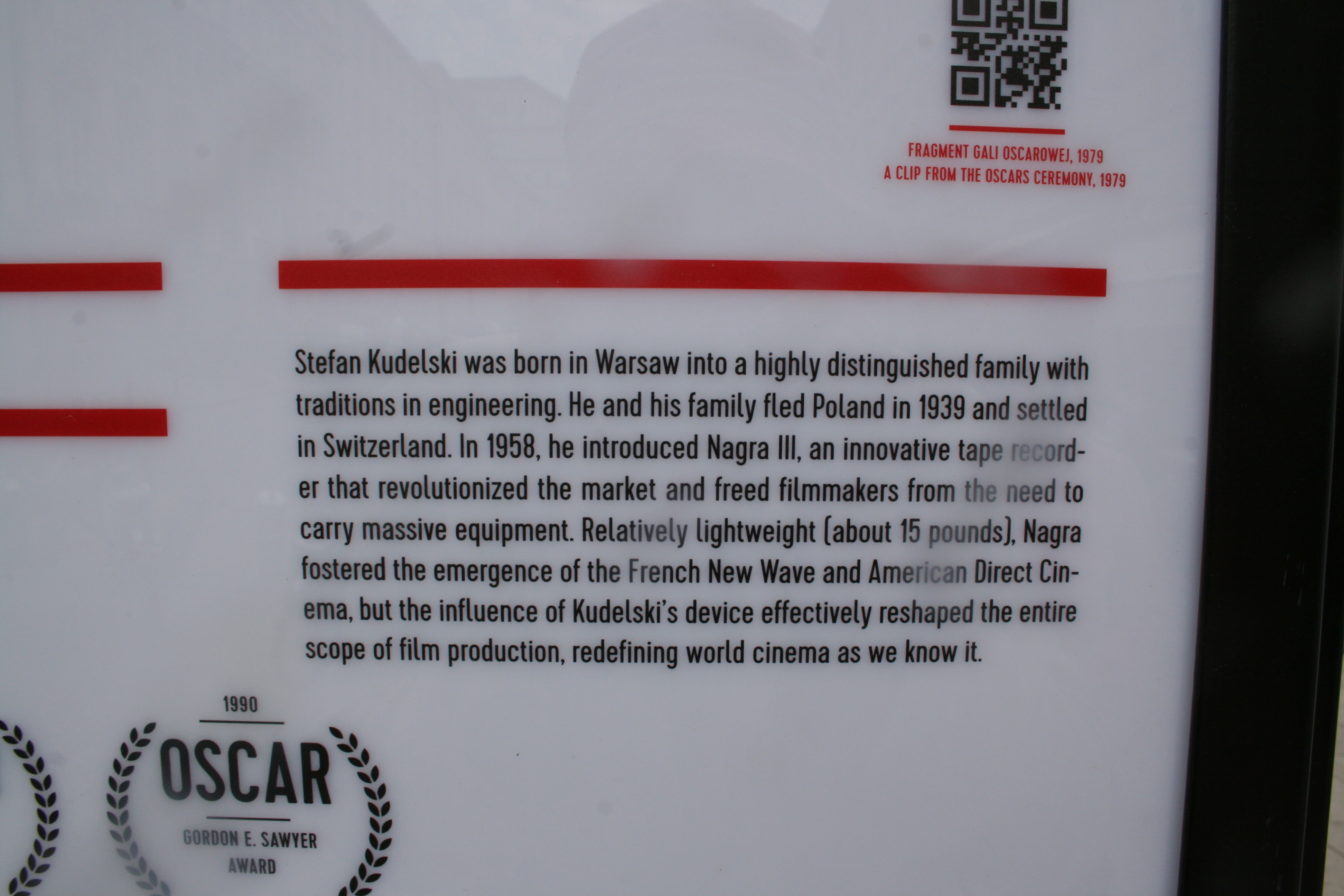
Éloge de Kudelski sur la stèle dédiée.

## Distinctions
- Oscar du cinéma en 1965[6], 1977[7], 1978[7] et 1990[7]
- Deux Emmy Awards et une médaille d'or de L. Warner, AES (Audio Engineering Society) en 1984, Lyra et Eurotechnica.
- Docteur honoris causa de l'École polytechnique fédérale de Lausanne